# Polyommatus erotides
Polyommatus erotides är en fjärilsart som beskrevs av Otto Staudinger 1892. Polyommatus erotides ingår i släktet Polyommatus och familjen juvelvingar. Inga underarter finns listade i Catalogue of Life.